# Decade 1994–2004
Albums de AZ
Aziatic
(2002) A.W.O.L.
(2005)
Decade 1994–2004 est une compilation d'AZ, sortie le 12 octobre 2004.
Cet album, qui célèbre les dix ans de carrière du rappeur, comprend des titres publiés dans ses opus précédents ainsi que des faces B, des remixes et morceaux inédits.

## Liste des titres
| Disque 1 | Disque 1                                        | Disque 1 | Disque 1 | Disque 1 | Disque 1 | Disque 1 | Disque 1 | Disque 1 | Disque 1 |
| No       | Titre                                           | Durée    |          |          |          |          |          |          |          |
| -------- | ----------------------------------------------- | -------- | -------- | -------- | -------- | -------- | -------- | -------- | -------- |
| 1.       | Life's a Bitch (featuring Nas)                  | 2:44     |          |          |          |          |          |          |          |
| 2.       | Sugar Hill                                      | 2:49     |          |          |          |          |          |          |          |
| 3.       | Your World Don't Stop                           | 3:14     |          |          |          |          |          |          |          |
| 4.       | Uncut Raw                                       | 2:46     |          |          |          |          |          |          |          |
| 5.       | Doe or Die (Remix) (featuring Raekwon)          | 1:48     |          |          |          |          |          |          |          |
| 6.       | Mo Money, Mo Murder (featuring Nas)             | 4:15     |          |          |          |          |          |          |          |
| 7.       | Sosa                                            | 2:01     |          |          |          |          |          |          |          |
| 8.       | Payback                                         | 3:04     |          |          |          |          |          |          |          |
| 9.       | How Ya Livin' (featuring Nas)                   | 3:47     |          |          |          |          |          |          |          |
| 10.      | The Birth (featuring RZA)                       | 3:03     |          |          |          |          |          |          |          |
| 11.      | Love Is Love (featuring Nature)                 | 4:37     |          |          |          |          |          |          |          |
| 12.      | Affirmative Action (featuring The Firm)         | 3:59     |          |          |          |          |          |          |          |
| 13.      | Affirmative Action (Remix) (featuring The Firm) | 3:45     |          |          |          |          |          |          |          |
| 14.      | Firm Biz (featuring The Firm)                   | 4:26     |          |          |          |          |          |          |          |
| 15.      | Phone Tap (featuring The Firm)                  | 3:05     |          |          |          |          |          |          |          |
| 16.      | Hey AZ                                          | 4:03     |          |          |          |          |          |          |          |
| 17.      | Problems                                        | 4:02     |          |          |          |          |          |          |          |
| 18.      | At Night                                        | 3:50     |          |          |          |          |          |          |          |
| 19.      | Let Us Toast                                    | 2:45     |          |          |          |          |          |          |          |
| 20.      | I Don't Give a Fuck                             | 3:33     |          |          |          |          |          |          |          |
| 21.      | I'm Back                                        | 1:36     |          |          |          |          |          |          |          |
| 22.      | Hustler                                         | 1:17     |          |          |          |          |          |          |          |
| 23.      | Paradise                                        | 2:34     |          |          |          |          |          |          |          |
| 24.      | The Flyest (featuring Nas)                      | 3:51     |          |          |          |          |          |          |          |
| 25.      | Essence (featuring Nas)                         | 2:58     |          |          |          |          |          |          |          |
| 79:38    |                                                 |          |          |          |          |          |          |          |          |

| Disque 2 | Disque 2                                        | Disque 2                                                                                             | Disque 2 | Disque 2 | Disque 2 | Disque 2 | Disque 2 | Disque 2 | Disque 2 |
| No       | Titre                                           | Contient un (des) sample(s) de                                                                       | Durée    |          |          |          |          |          |          |
| -------- | ----------------------------------------------- | --- | -------- | -------- | -------- | -------- | -------- | -------- | -------- |
| 1.       | Thoro                                           | | 1:31     |          |          |          |          |          |          |
| 2.       | Final Call                                      | | 4:11     |          |          |          |          |          |          |
| 3.       | Magic Hour (featuring C.L. Smooth)              | | 3:02     |          |          |          |          |          |          |
| 4.       | Hold No Grudge                                  | | 3:33     |          |          |          |          |          |          |
| 5.       | I'm Your Man                                    | | 3:03     |          |          |          |          |          |          |
| 6.       | Side to Side                                    | Get in Touch With Me de Collage British Hustle de Hi-Tension                                         | 3:53     |          |          |          |          |          |          |
| 7.       | We Gone Make It Right (featuring Ma$e)          | | 3:23     |          |          |          |          |          |          |
| 8.       | Sunshine                                        | The Message de Grandmaster Flash and The Furious Five featuring Grandmaster Melle Mel et Duke Bootee | 3:49     |          |          |          |          |          |          |
| 9.       | Everything Is Everything (featuring Nas)        | | 4:37     |          |          |          |          |          |          |
| 10.      | Platinum Bars                                   | | 0:50     |          |          |          |          |          |          |
| 11.      | Time (featuring Nas et Nature)                  | Careless Whisper de George Michael                                                                   | 3:56     |          |          |          |          |          |          |
| 12.      | Life Goes On (featuring Common, Allure et Case) | | 3:52     |          |          |          |          |          |          |
| 13.      | It's Yours (Remix)                              | | 4:02     |          |          |          |          |          |          |
| 14.      | Enjoy Yourself                                  | A Fifth of Beethoven de Walter Murphy                                                                | 3:52     |          |          |          |          |          |          |
| 15.      | Redemption (featuring Cormega)                  | | 3:22     |          |          |          |          |          |          |
| 16.      | Gangsta Shit (featuring Doo Wop)                | | 4:20     |          |          |          |          |          |          |
| 17.      | Fan Mail                                        | | 3:20     |          |          |          |          |          |          |
| 18.      | I'm Ready (featuring Trav)                      | | 4:05     |          |          |          |          |          |          |
| 19.      | Let Me Know                                     | | 3:42     |          |          |          |          |          |          |
| 20.      | Stretch Armstrong Freestyle                     | | 1:37     |          |          |          |          |          |          |
| 21.      | Gimme Yours (Remix)                             | | 2:59     |          |          |          |          |          |          |
| 22.      | Rather Unique                                   | | 4:38     |          |          |          |          |          |          |
| 75:08    |                                                 | |          |          |          |          |          |          |          |